# Lupinus longifolius
Lupinus longifolius är en ärtväxtart som först beskrevs av Sereno Watson, och fick sitt nu gällande namn av LeRoy Abrams. Lupinus longifolius ingår i släktet lupiner, och familjen ärtväxter. Inga underarter finns listade i Catalogue of Life.

## Bildgalleri

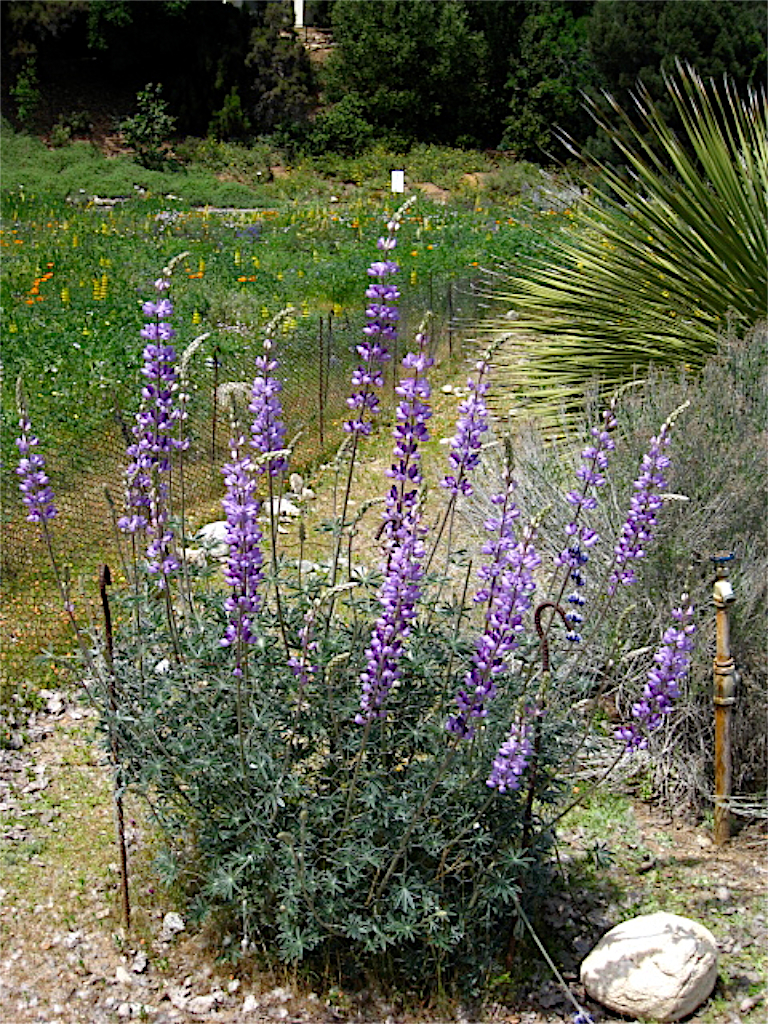
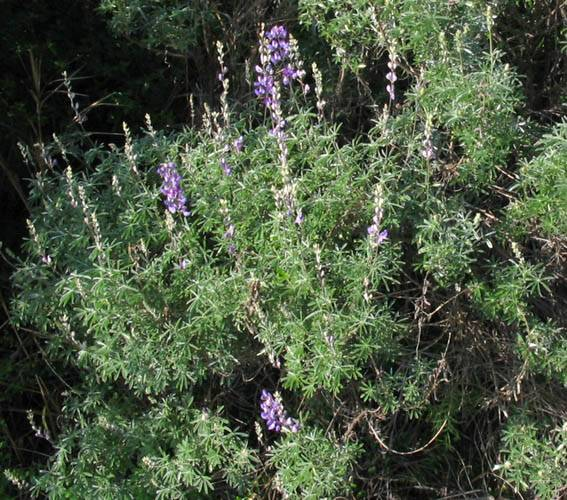